# 乌兰察布庙
乌兰察布庙，位于内蒙古自治区锡林郭勒盟正镶白旗，是一座藏传佛教格鲁派寺院。

## 简介
乌兰察布庙是原察哈尔盟的知名寺庙之一。根据1935年的统计，察哈尔正白旗哈那哈达庙、乌兰察布庙等13座藏传佛教寺庙的喇嘛共有七百九十人。
1948年1月26日，根据中共锡察巴乌工委的指示，内蒙古人民自卫军骑兵11师41团和16师5团决定歼灭据守陶高图庙的阿拉坦敖其尔、协理那顺巴雅尔（中国国民党锡林郭勒盟党部秘书长）等的武装。部队统一由察北前线总指挥乌力吉敖其尔和苏克勤指挥。主攻部队骑兵11师41团、助攻部队骑兵16师5团各自从驻地出发，于1月27日晚在正白旗的乌兰察布庙集结，1月29日黎明前赶到目的地。1月29日拂晓，部队到达陶高图庙，随后歼灭了占据该庙的武装。